# دانشگاه بولتون
دانشگاه بولتون (انگلیسی: University of Bolton) دانشگاه دولتی بریتانیایی است، که در شهر بولتون، انگلستان مستقر می‌باشد. این دانشگاه در سال ۱۹۸۲ تأسیس شد.